# 1900 en science
| Années de la science : 1897 - 1898 - 1899 - 1900 - 1901 - 1902 - 1903    |
| Décennies de la science : 1870 - 1880 - 1890 - 1900 - 1910 - 1920 - 1930 |

Cet article présente les faits marquants de l'année 1900 en science.

## Événements
- 12 janvier : départ de Zeilah d'une expédition de Erlanger et Oskar Neumann, explorateurs et ornithologues allemand, dans le Somaliland et le Sud Éthiopien (Ouébi et Ganalé (en)). Ils atteignent Addis-Abeba le 14 août. Ils rentrent en Allemagne en juillet 1901[1].
- 14 mars : le botaniste néerlandais Hugo de Vries présente à la Société allemande de Botanique un mémoire dans lequel il formule ses deux lois de la dominance et de la disjonction des hybrides ; comme les biologistes allemands Carl Correns et autrichien Erich von Tschermak-Seysenegg, il redécouvre les lois de l’hybridation de Gregor Mendel, ignorées depuis 40 ans[2].

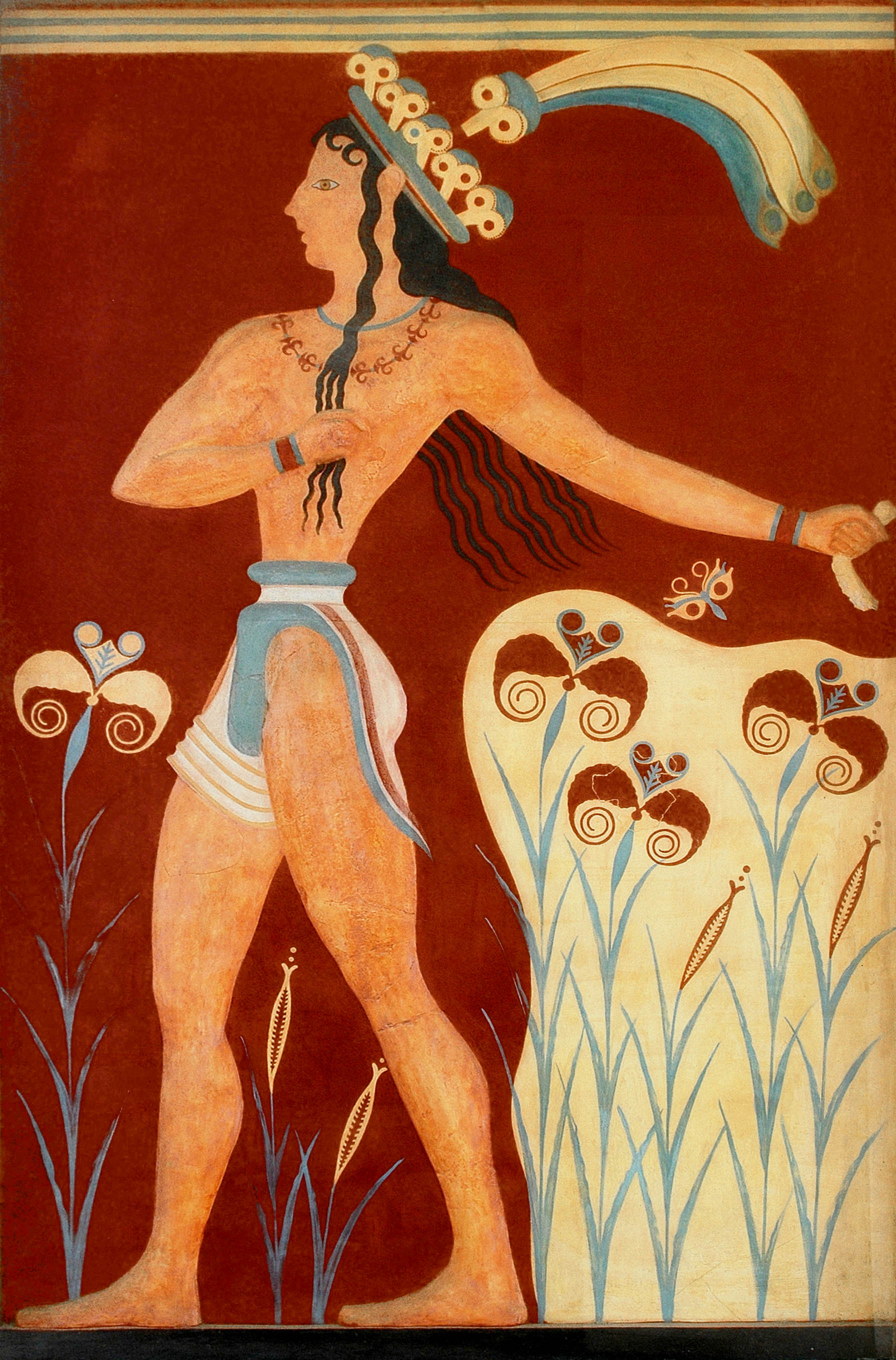
Fresque reconstituée par Evans, connue sous le nom « Prince aux Lys ».

- 23 mars : Arthur John Evans commence les fouilles du site du palais de Cnossos en Crète[3].
- 25 avril : l'expédition du duc des Abruzzes au pôle Nord atteint la latitude de 86° 33' 49"[4].
- 2 juillet : le comte Ferdinand von Zeppelin fait voler son dirigeable LZ 1 au-dessus du lac de Constance, à Friedrichshafen[5].
- 25 septembre : le décès du médecin américain Jesse William Lazear  qui c'est fait volontairement piqué par des moustiques contaminés lors d'une mission scientifique menée à Cuba sous la direction du médecin militaire américain Walter Reed, révèle que la fièvre jaune est transmise par un moustique[6].
- 14 octobre[7] : Sigmund Freud entame la psychanalyse d’une jeune fille, Ida Bauer, qu’il baptise Dora dans son Bruchstück einer Hysterie-Analyse (« Fragment d'une analyse d'hystérie ») publié en 1905. Elle met fin d'elle-même à la cure le 31 décembre[8].

### Sciences physiques
- 26 mars : le physicien français Henri Becquerel démontre que les rayons du radium sont déviés de la même façon que les rayons cathodiques de Thomson. Il vient de réaliser la première détection moderne d’une particule élémentaire en identifiant le rayonnement bêta comme une émission d’électrons[9].
- 30 avril : le physicien français Paul Villard donne à Paris une conférence dans laquelle il décrit un type de radiation plus pénétrante que les rayons X et qu'il baptise rayons gamma, poursuivant ainsi la classification du physicien anglais Ernest Rutherford (rayons alpha et bêta)[10].
- 6-12 août : Congrès international de physique à Paris[11]. Le physicien russe Piotr Lebedev confirme experimentalement la théorie de l’électromagnétisme formulée par James Clerk Maxwell (Équations de Maxwell)[12].

- 14 décembre : le physicien allemand Max Planck expose sa théorie des quanta devant la Société de physique de Berlin[13].
- 23 décembre : le physicien canadien Reginald Fessenden transmet la voix par ondes hertziennes[14].

## Publications
- Pierre et Marie Curie : Les nouvelles substances radioactives et les rayons qu'elles émettent.
- Sigmund Freud : L'interprétation des rêves.
- Friedrich Ratzel : La mer comme source de puissance des peuples.

## Prix
- Médailles de la Royal Society

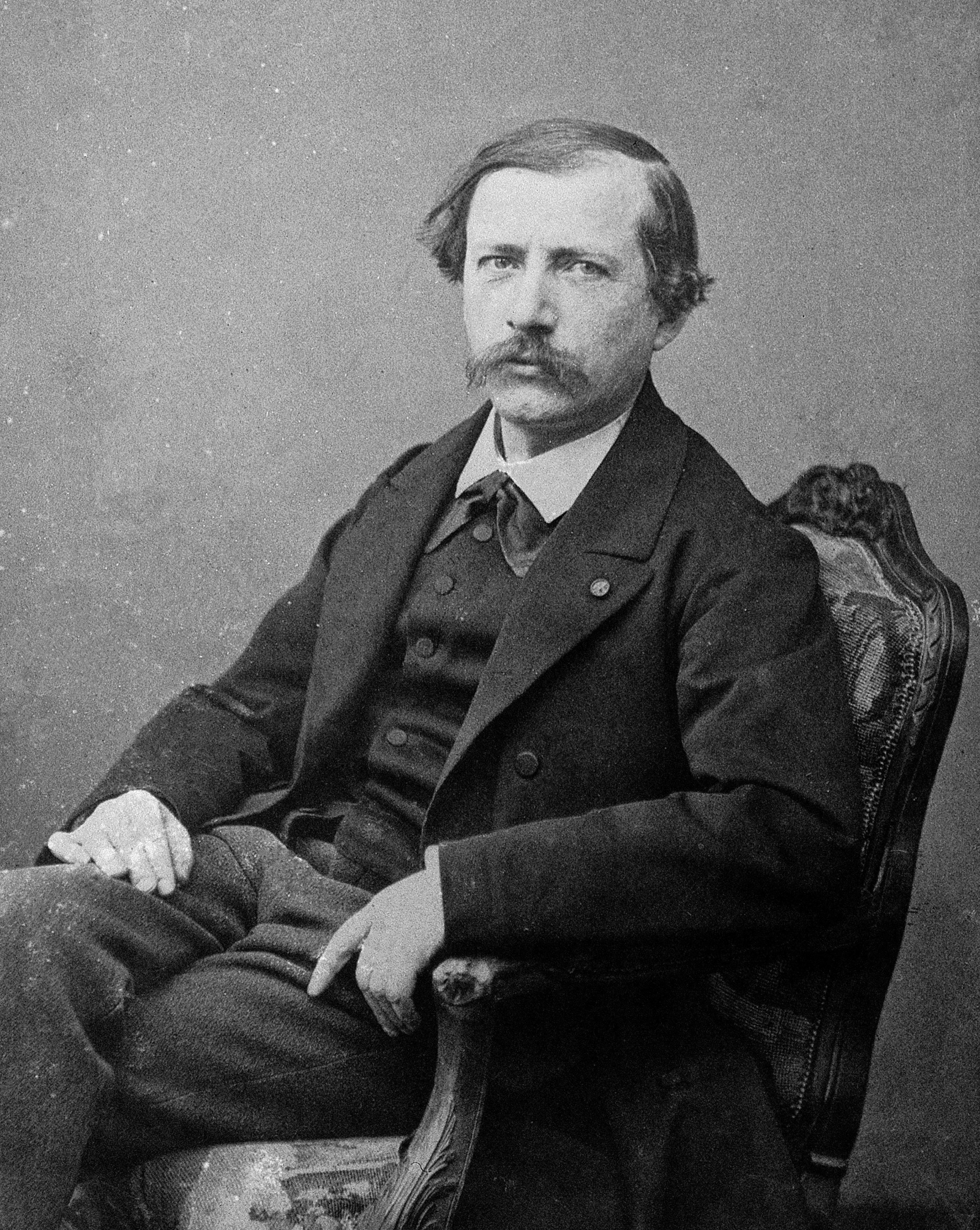
Marcellin Berthelot

  - Médaille Copley : Marcellin Berthelot
  - Médaille Darwin : Ernst Haeckel
  - Médaille Davy : Guglielmo Koerner
  - Médaille royale : Alfred Newton, Percy Alexander MacMahon
  - Médaille Rumford : Antoine Henri Becquerel

- Médailles de la Geological Society of London
  - Médaille Lyell : John Edward Marr
  - Médaille Murchison : Adolf Erik Nordenskiold
  - Médaille Wollaston : Grove Karl Gilbert

- Prix Lobatchevski (géométrie) : Wilhelm Killing
- Prix Jules-Janssen (astronomie) : Pierre Puiseux
- Médaille Bruce (astronomie) : David Gill
- Médaille Linnéenne : Alfred Newton

## Naissances

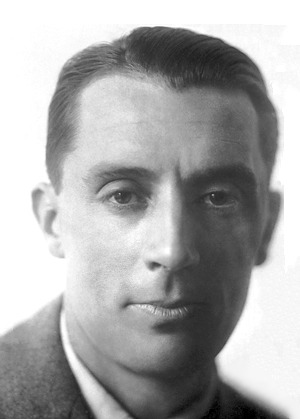
Frédéric Joliot-Curie

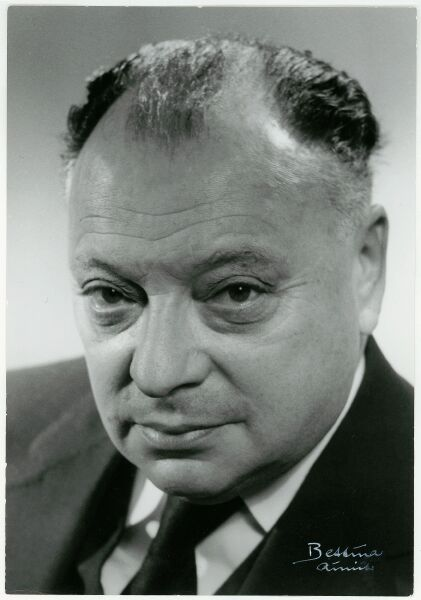
Wolfgang Ernst Pauli

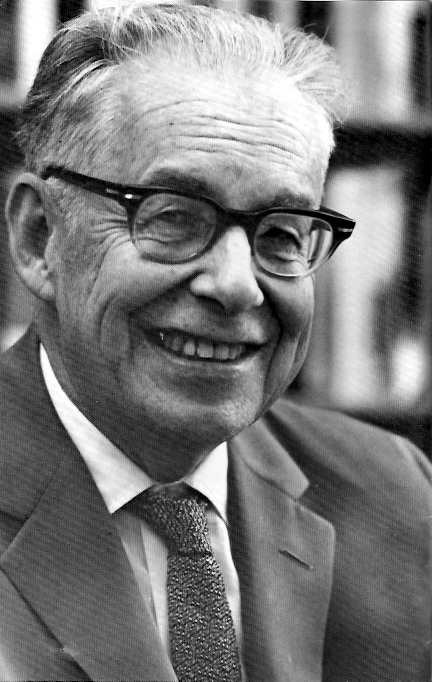
Charles Francis Richter

- 13 janvier : Gertrude Cox (morte en 1978), statisticienne américaine.
- 19 janvier : Leslie White (mort en 1975), anthropologue américain.
- 25 janvier : Theodosius Dobzhansky (mort en 1975), généticien russe.
- 6 février : Rosalind Tanner (morte en 1992), mathématicienne et historienne des mathématiques britannique.
- 12 février : Roger Heim (mort en 1979), mycologue français.
- 19 février : Ranuccio Bianchi Bandinelli (mort en 1975), archéologue italien.

- 7 mars : Fritz London (mort en 1954), physicien théoricien allemand et américain.
- 8 mars : Raymond Lacam (mort en 1962), archéologue français.
- 9 mars : Howard Aiken (mort en 1973), informaticien américain.
- 19 mars : Frédéric Joliot-Curie (mort en 1958), physicien français.
- 29 mars : Charles Sutherland Elton (mort en 1991), écologue et zoologiste britannique.
- 25 avril : Wolfgang Ernst Pauli (mort en 1958), physicien américain.
- 26 avril :
  - Stephen Ranulph Kingdon Glanville (mort en 1956), égyptologue anglais.
  - Charles Francis Richter (mort en 1985), sismologue américain.
  - 28 avril : Jan Oort (mort en 1992), astronome néerlandais.

- 10 mai : Cecilia Payne-Gaposchkin (morte en 1979), astronome anglo-américaine.

- 3 juin : Adelaide Ames (morte en 1932), astronome américaine
- 5 juin : Dennis Gabor (mort en 1979), physicien hongrois, prix Nobel de physique en 1971.
- 13 juin : Eugène Raguin (mort en 2001), géologue et professeur français.
- 15 juin : Gotthard Günther (mort en 1984), philosophe et logicien allemand.
- 19 juin : Léon Motchane (mort en 1990), industriel et mathématicien français.

- 2 juillet : Francesco Zorzi (mort en 1964), préhistorien italien.
- 4 juillet : Alfred Rust (mort en 1983), préhistorien allemand.
- 7 juillet : Hans Adalbert Schweigart (mort en 1972), chimiste et nutritionniste allemand.
- 29 juillet : Mikhaïl Tikhonravov (mort en 1974), ingénieur astronautique soviétique.

- 1er août : Michel Malinine (mort en 1977), égyptologue russe naturalisé français.
- 7 août : Gaston Dupouy (mort en 1985), physicien français.
- 15 août : Marcel Florkin (mort en 1979), biochimiste belge.
- 17 août : Paul Kirchhoff (mort en 1972), philosophe et ethnologue allemand.
- 25 août : Hans Adolf Krebs (mort en 1981), médecin et biochimiste allemand naturalisé britannique, prix Nobel de physiologie ou médecine en 1953.
- 26 août : Hellmuth Walter (mort en 1980), ingénieur et inventeur.

- 12 septembre : Haskell Curry (mort en 1982), mathématicien et logicien américain.
- 14 septembre : Hendrik van Gent (mort en 1947), astronome néerlandais.
- 22 septembre : Paul Hugh Emmett (mort en 1985), ingénieur chimiste américain.
- 30 septembre : William Elgin Swinton (mort en 1994), paléontologue et zoologue anglais.
- 12 octobre : Norman Tindale (mort en 1939), anthropologue, archéologue et entomologiste australien.
- 14 octobre : W. Edwards Deming (mort en 1993), statisticien américain.
- 30 octobre : Ragnar Granit (mort en 1991), médecin et physiologiste finnois naturalisé suédois, prix Nobel de physiologie ou médecine en 1967.

- 5 novembre : Ethelwynn Trewavas (morte en 1993), ichthyologiste britannique.
- 19 novembre : Mikhaïl Lavrentiev (mort en 1980), mathématicien et physicien soviétique.
- 20 novembre : Vsevolod Kletchkovski (mort en 1972), agrochimiste soviétique.
- 22 novembre : Nicolas Menchikoff (mort en 1992), géologue franco-russe.

- 3 décembre : Richard Kuhn (mort en 1967), biochimiste autrichien-allemand.
- 6 décembre : George Uhlenbeck (mort en 1988), physicien néerlandais naturalisé américain.
- 12 décembre : Maria Telkes (morte en 1995), biophysicienne hongroise ayant travaillé toute sa carrière aux États-Unis.
- 22 décembre : John Clark Slater (mort en 1976), physicien, chimiste théoricien américain.
- 25 décembre : 
  - Jan Filip (mort en 1981), archéologue tchécoslovaque.
  - Edgar William R. Steacie (mort en 1962), chimiste et professeur canadien.

## Décès

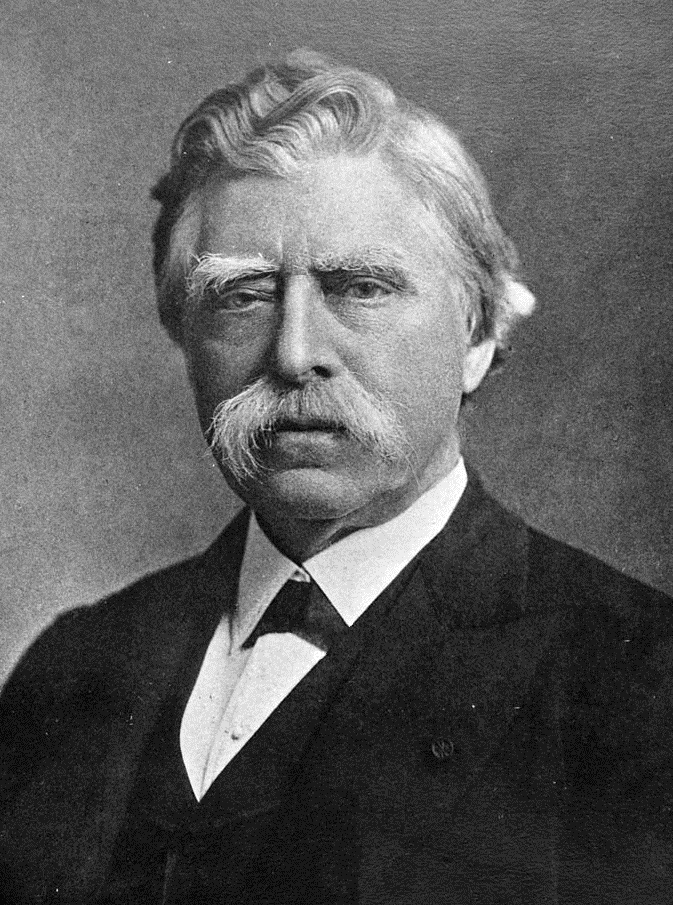
David Edward Hughes

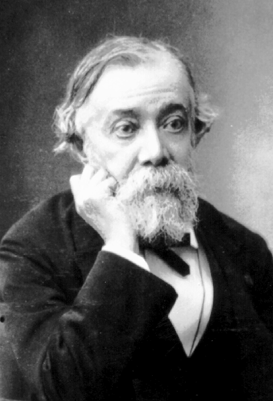
Emile Blanchard

- 22 janvier : David Edward Hughes (né en 1831), ingénieur britannique.

- 6 février : Piotr Lavrov (né en 1823), mathématicien, écrivain, philosophe et sociologue russe.
- 11 février : Émile Blanchard (né en 1819), zoologiste français.
- 15 février
  - Karl Theodor Robert Luther (né en 1822), astronome allemand.
  - Adrien René Franchet (né en 1834), botaniste français.
- 18 février : Eugenio Beltrami (né en 1835), mathématicien et physicien italien.
- 21 février : Charles Piazzi Smyth (né en 1819), astronome britannique.

- 5 mars : Emmanuel Liais (né en 1826), astronome, botaniste et explorateur français.
- 6 mars : Gottlieb Daimler (né en 1834), constructeur automobile allemand.
- 15 mars : Elwin Bruno Christoffel (né en 1829), mathématicien et physicien allemand.
- 18 mars : George Burritt Sennett (né en 1840), ornithologue américain.

- 1er avril : George Jackson Mivart (né en 1827), biologiste britannique.
- 21 avril : Alphonse Milne-Edwards (né en 1835), zoologiste français.

- 12 juin : Jean Frédéric Frenet (né en 1816), mathématicien, astronome et météorologue français.

- 18 juillet : Johan Kjeldahl (né en 1849), chimiste danois.

- 4 août : Jean-Joseph Étienne Lenoir (né en 1822), ingénieur français.
- 12 août : James Edward Keeler (né en 1857), astronome américain.
- 15 août : John Anderson (né en 1833), naturaliste et médecin écossais.
- 29 août : Bruno Abakanowicz (né en 1852), mathématicien, inventeur et ingénieur électrique polonais.

- 10 novembre : Armand David	(né en 1826), missionnaire lazariste, zoologiste et botaniste français.

- 2 décembre : Claude Sosthène Grasset d'Orcet (né en 1828), archéologue français.
- 24 décembre :Hortense Powdermaker (morte en 1970), anthropologue américaine.